# Бенитес, Хорхе Хосе
Хо́рхе Хосе́ Бени́тес (исп. Jorge José Benítez; род. 3 июня 1950, Гобернадор-Кастро, провинция Буэнос-Айрес) — аргентинский футболист, выступавший на позиции полузащитника. Наиболее известен по выступлениям за «Боку Хуниорс». Также работал тренером.

## Биография
Хорхе Хосе Бенитес начал карьеру футболиста в 1969 году в «Расинге» из Авельянеды. В 1973 году правый полузащитник перешёл в «Боку Хуниорс». За 10 лет выступлений за «генуэзцев» трижды выигрывал чемпионат Аргентины, два раза завоёвывал Кубок Либертадорес, а также стал обладателем Межконтинентального кубка в 1977 году. Провёл в чемпионате Аргентины 305 матчей и забил 40 голов, а всего за «Боку» сыграл в 329 встречах (из них в 298 матчах в стартовом составе).
В 1983—1985 годах выступал «Унион Санта-Фе», «Депортиво Арменио» и «Гуарани Антонио Франко», где и завершил свою профессиональную карьеру.
В 1977 году Бенитес дважды играл за сборную Аргентины.
По окончании карьеры футболиста в конце 1990-х годов Бенитес стал работать с юношескими команды «Боки Хуниорс». В ноябре 2004 года стал исполняющим обязанности главного тренера «Боки» вместо ушедшего с поста главного тренера Мигеля Анхеля Бриндиси, с которым Бенитес играл в 1981—1982 годах. Привёл команду к победе в Южноамериканском кубке и благодаря этому остался на посту главного тренера «Боки».
2005 год команда начала неудачно. В четвертьфинальной игре Кубка Либертадорес против мексиканской «Гвадалахары» тренер «Боки» сорвался и плюнул в лучшего игрока «чивас» Адольфо Баутисту. Аргентинская команда крупно проиграла (0:4) и вылетела из турнира. Из-за этого инцидента Бенитес был вынужден покинуть свой пост, а «Бока» принесла извинения мексиканской команде и лично «Бофо» Баутисте. После этого случая Бенитес лишь дважды работал тренером — в 2006 году он руководил эквадорским «Депортиво Кито», а последней тренерской командой для него стал гватемальский «Мунисипаль» в 2008 году.
В 2010-е годы «Чино» Бенитес работает спортивным аналитиком и представляет «Боку Хуниорс» в различных проектах.

## Титулы и достижения
В качестве игрока
- Чемпион Аргентины (3): Метрополитано 1976, Насьональ 1976, Метрополитано 1981
- Обладатель Кубка Либертадорес (2): 1977, 1978
- Обладатель Межконтинентального кубка (1): 1977

В качестве тренера
- Обладатель Южноамериканского кубка (1): 2004